# Наннестад
Наннестад — коммуна, входящая в состав губернии Акерсхус, Норвегия. Административный центр — Тейгебюн. Наннестад как коммуна существует с 1 января 1838 года.

## Общая информация
Название
Коммуна названа в честь старой фермы Nannestad (на старонорвежском — Nannastaðir). В переводе на русский «staðir» означает «ферма», а Нанне — родительный падеж старонорвежского имени Нанни.
Герб
Нынешний герб был создан в 1990 году. На нём изображены три цветка мать-и-мачехи на зелёном фоне. Мать-и-мачеха распространена на территории коммуны.

## География
Наннестад расположен на северо-западе губернии Акерсхус. Самым большим населённым пунктом является Ромериксслетте. Помимо Ромериксслетте, есть ещё две крупные деревни — Маура и Тейгебюн, который является административным центром. В этих трёх населённых пунктах сосредотачивается основное население.